# 教宗杜努
教宗杜努（拉丁語：Donus PP.）是自676年11月2日至678年4月11日在位的教宗。

## 译名列表
- 杜努：香港天主教教區檔案　歷任教宗作杜努。